# × Laeliocattleya
Laeliocattleya là một chi thực vật có hoa trong họ Lan.